# Ellen Barkin
Ellen Rona Barkin (Nova Iorque, 16 de abril de 1954) é uma atriz norte-americana.

## Biografia
Descendente de russos e poloneses, Ellen Barkin foi criada em meio a uma família judaica de classe média. Após terminar o colegial, frequentou a faculdade, onde veio a graduar-se em História e Cinema.

### Os primeiros anos
A princípio, Barkin pretendia se tornar uma professora de História Antiga porém, acabou optando por dar seguimento aos seus estudos em drama, quando ingressou no Actor's Studio, uma conceituada escola para atores, diretores e roteiristas. Relutante em dar início a sua carreira artística, Ellen trabalhou sete anos como garçonete, enquanto ainda aperfeiçoava seus ensinamentos.
Finalmente, em 1978, fez uma participação, não creditada, no filme Queimando Tudo, da dupla de comediantes Cheech e Chong.

### A fama
Depois de ter aparecido em alguns filmes para televisão, Barkin alcançou a fama em Quando os Jovens se Tornam Adultos / Adeus, Amigos, filme de Barry Levinson, lançado em 1982. Muito elogiada por sua atuação nesse filme, Barkin deu continuidade a carreira, trabalhando em filmes com Robert Duvall, Tom Berenger e Paul Newman.
Contudo, foi somente a partir de 1987, quando passou a aceitar papéis de mulheres sedutoras, que Barkin também passou a ser a estrela de seus filmes. Nesse período, seus filmes de maiores sucesso foram Acerto de Contas, onde contracenou com Dennis Quaid, e Vítimas de uma Paixão, filme estrelado por Al Pacino.
Em 1991, estrelando a comédia Switch - Trocaram Meu Sexo, do consagrado Blake Edwards, Ellen recebeu uma indicação ao Globo de Ouro. Em seguida, recebeu aplausos por sua atuação no filme O Despertar de um Homem, de 1993, quando atuou ao lado de Robert De Niro.
Quatro anos mais tarde, foi vencedora de um Emmy, por seu papel em Se as Mulheres Tivessem Asas, filme feito para televisão, que também contava com Oprah Winfrey no elenco.

### Casamentos
Em 1987, durante as filmagens de Marcas de uma Paixão, Barkin conheceu seu futuro marido, o ator Gabriel Byrne. Casaram-se no mesmo ano, tiveram dois filhos, e separaram-se em 1993. Posteriormente, em 1999, divorciaram-se, a fim de que Ellen pudesse se casar novamente.
Em 2000, Barkin casou-se com o investidor e multi-bilionário Ronald Perelman, dono da Revlon. O casamento, porém, teve seu fim seis anos mais tarde, de forma nada amistosa.

### O recomeço
Após a concretização de seu divórcio, Barkin tornou às telas de cinema, em 2007, atuando em Treze Homens e um Novo Segredo, ao lado de George Clooney, Matt Damon e Brad Pitt.

## Filmografia
- 1982 - Diner (br: Quando os Jovens se Tornam Adultos / pt: Adeus, Amigos)
- 1982 - Parole (televisão)
- 1983 - Tender Mercies (br: A Força do Carinho / pt: Amor e Compaixão)
- 1983 - Daniel (br: Daniel)
- 1983 - Eddie and the Cruisers (br: Eddie, o Ídolo Pop  / pt:)
- 1983 - Enormous Changes at the Last Minute (br: Grandes mudanças)
- 1984 - Harry and Son (br: Meu Pai, Eterno Amigo / pt:)
- 1984 - The Adventures of Buckaroo Banzai Across the 8th Dimension (br: As Aventuras de Buckaroo Banzai)
- 1984 - Terrible Joe Moran (br: O Terrível Joe Moran) (televisão)
- 1984 - The Princess Who Had Never Laughed (br: A Princesa que nunca Sorria) (televisão)
- 1986 - Down by Law (br: Daunbailó)
- 1986 - Desert Bloom (br: Deserto em flor)
- 1987 - The Big Easy (br: Acerto de Contas / pt: Nas Teias da Máfia)
- 1987 - Siesta (br: Marcas de uma Paixão)
- 1987 - Made in Haven (br: Paixão eterna)
- 1989 - Johnny Handsome (br: Um Rosto Sem Passado / pt:)
- 1989 - Sea of Love (br: Vítimas de uma Paixão / pt: Perigosa Sedução)
- 1991 - Switch (br: Switch - Trocaram meu Sexo / pt: Na Pele de uma Loira)
- 1992 - Into the West (br: No limite da inocência)
- 1992 - Man Trouble (br: Cão de guarda / pt: Ela nunca se nega)
- 1993 - This Boy's Life (br: O Despertar de um Homem / pt:)
- 1995 - Bad Company (br: Em Má Companhia)
- 1995 - Wild Bill (br: Wild Bill - Uma lenda no oeste)
- 1996 - Trigger Happy (br: Prazer em matar-te)
- 1996 - The Fan (1996) (br: Estranha obsessão / pt: Adepto fanático)
- 1986 - Act of Vengeance (br: Sindicato de violência) (televisão)
- 1998 - Fear and Loathing in Las Vegas (br: Medo e delírio / pt: Delírio em Las Vegas)
- 1988 - Clinton and Nadine (br: Dinheiro sangrento) (televisão)
- 1997 - Before Women Had Wings (br: Se as mulheres tivessem asas) (televisão)
- 1999 - Drop Dead Gorgeous (br / pt: Linda de morrer)
- 1999 - The White River Kid (br: Prenda-me se puderes / pt:)
- 2000 - Crime and Punishment in Suburbia (br: Crime e castigo / pt: Vingança criminosa))
- 2001 - Someone Like You (br: Alguém como você / pt: Alguém como tu)
- 2004 - She Hate Me (br: Elas me odeiam, mas me querem / pt: Ela odeia-me)
- 2004 - Palindromes (br: Palíndromos)
- 2005 - Trust the Man (br: Totalmente apaixonados / pt: Jogos de infidelidade)
- 2007 - Ocean's Thirteen (br: Treze Homens e um Novo Segredo / pt: Ocean's 13)
- 2009 - Brooklyn's Finest (br: Atraídos pelo Crime)
- 2013 - Very Good Girls (br: Garotas Inocentes)
- 2015 - The Cobbler (br: Trocando os Pés)
- 2022 - The Man from Toronto

## Principais prêmios e indicações
Globo de Ouro (EUA)
- Uma indicação na categoria de melhor atriz - comédia / musical, por Switch - Trocaram meu sexo.
- Uma indicação na categoria de melhor atriz - minissérie / filme para televisão, por Se as mulheres tivessem asas, de 1997.

Emmy (EUA)
- Venceu na categoria de melhor atriz - minissérie / filme para televisão, por Se as mulheres tivessem asas.

Satellite Awards (EUA)
- Venceu na categoria de melhor atriz em minissérie ou filma para televisão, por Se as mulheres tivessem asas.